# Würzburger Residenz
Die Würzburger Residenz ist der ehemalige Sitz der Fürstbischöfe in der bayerischen Stadt Würzburg. Die barocke Dreiflügelanlage wurde in den Jahren 1720 bis 1780 im Auftrag von Johann Philipp Franz und Friedrich Karl von Schönborn nach Entwurf von Balthasar Neumann erbaut. Hervorzuheben sind das Vestibül, der Gartensaal, das Treppenhaus, der Weiße Saal, der Kaisersaal und die Hofkirche. Als „außergewöhnliches barockes Gesamtkunstwerk“ wurde die Würzburger Residenz mit Hofgarten und Residenzplatz im Jahr 1981 in die UNESCO-Welterbeliste eingeschrieben.

## Geschichte

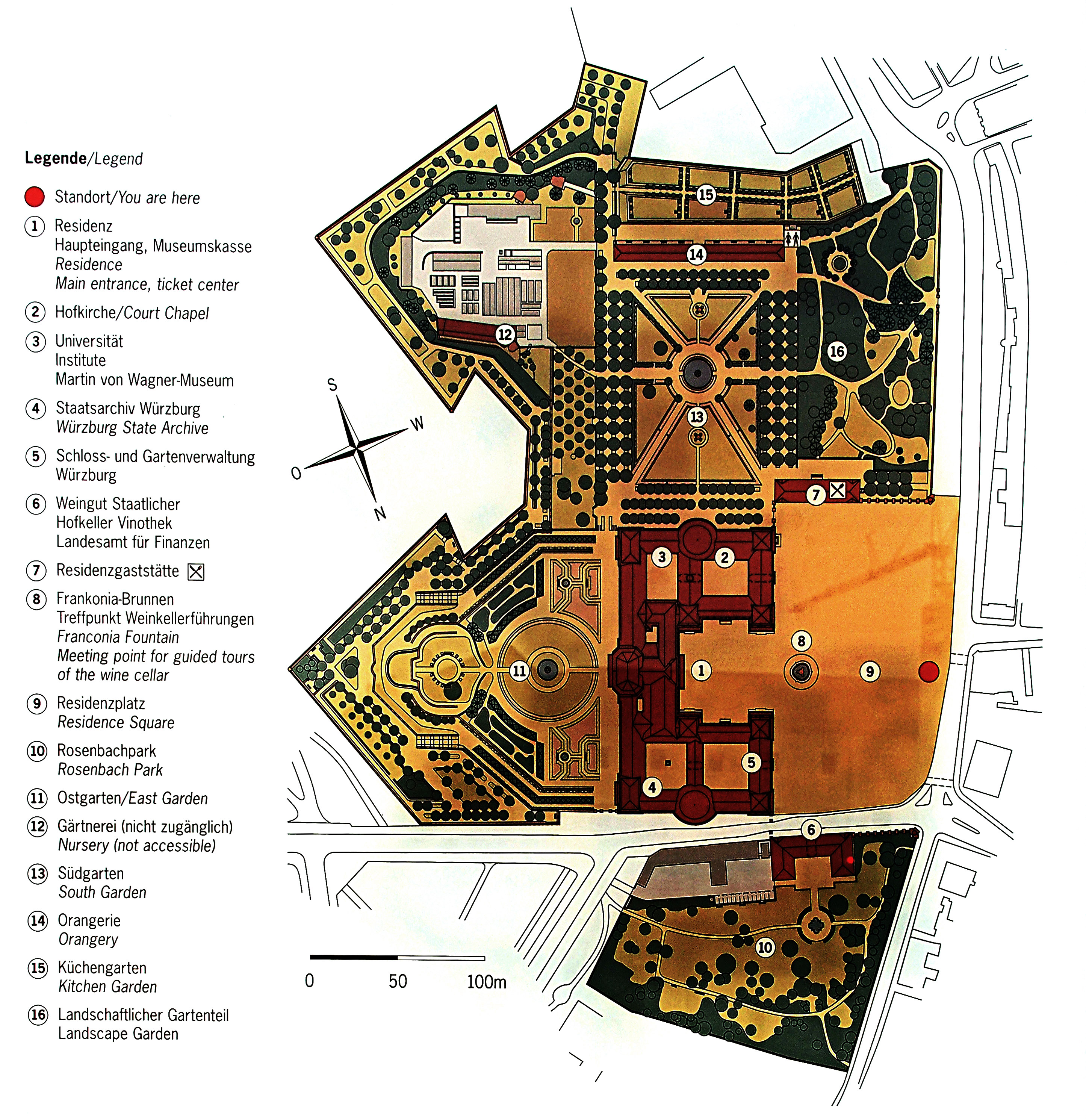
Plan der Würzburger Residenz mit Hofgarten und Residenzplatz

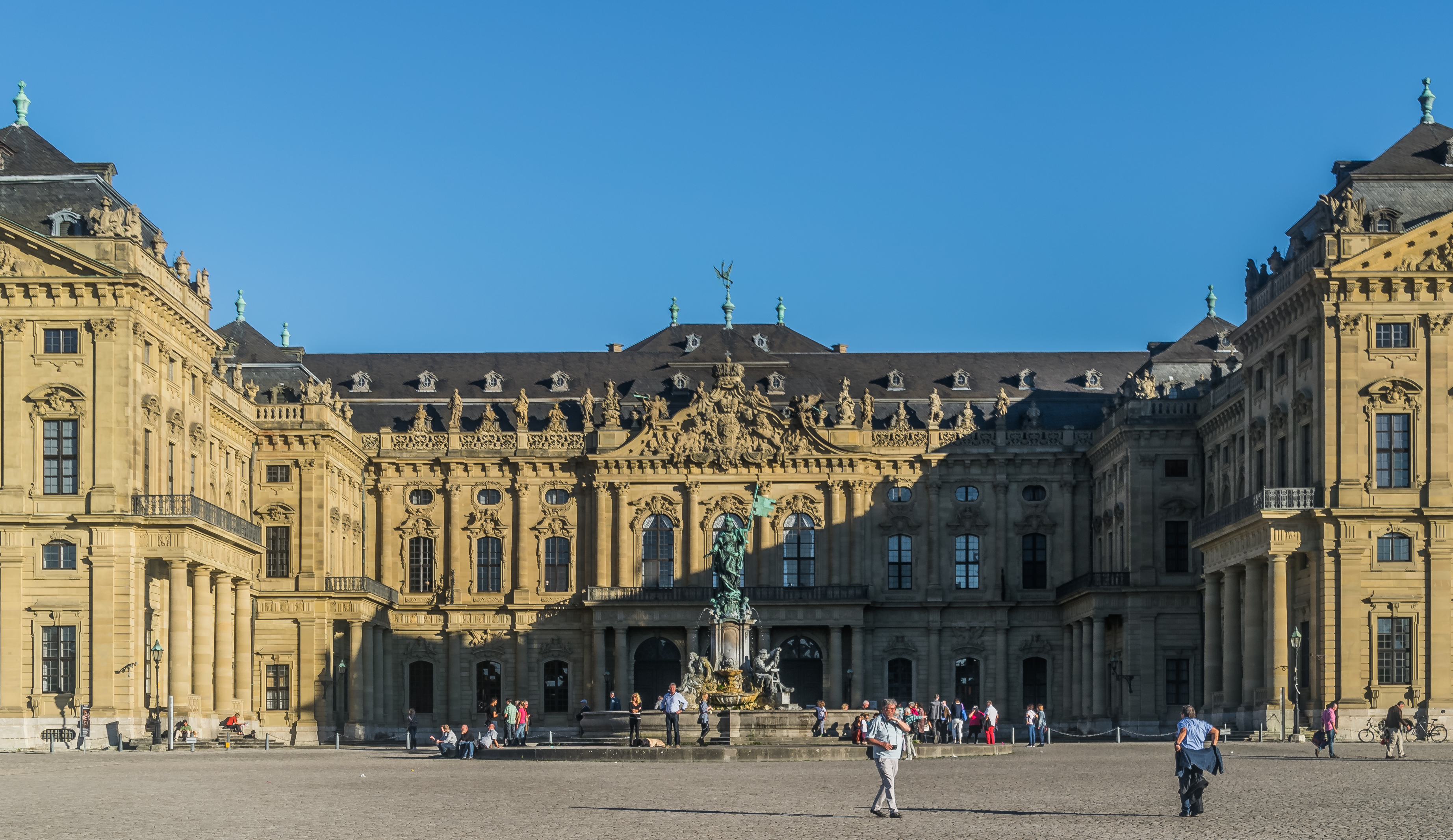
Ehrenhof

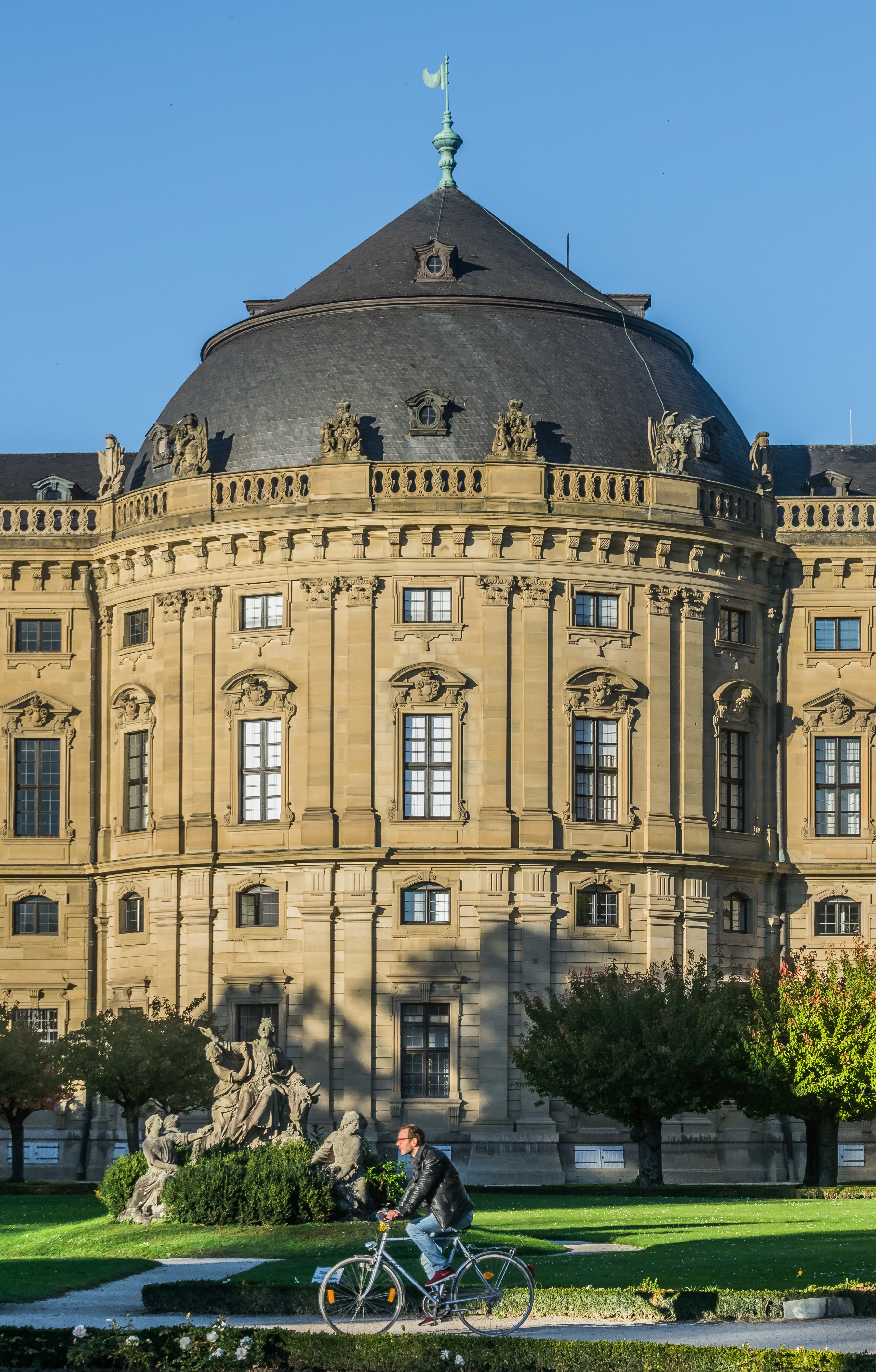
Mittelrisalit der Südfassade

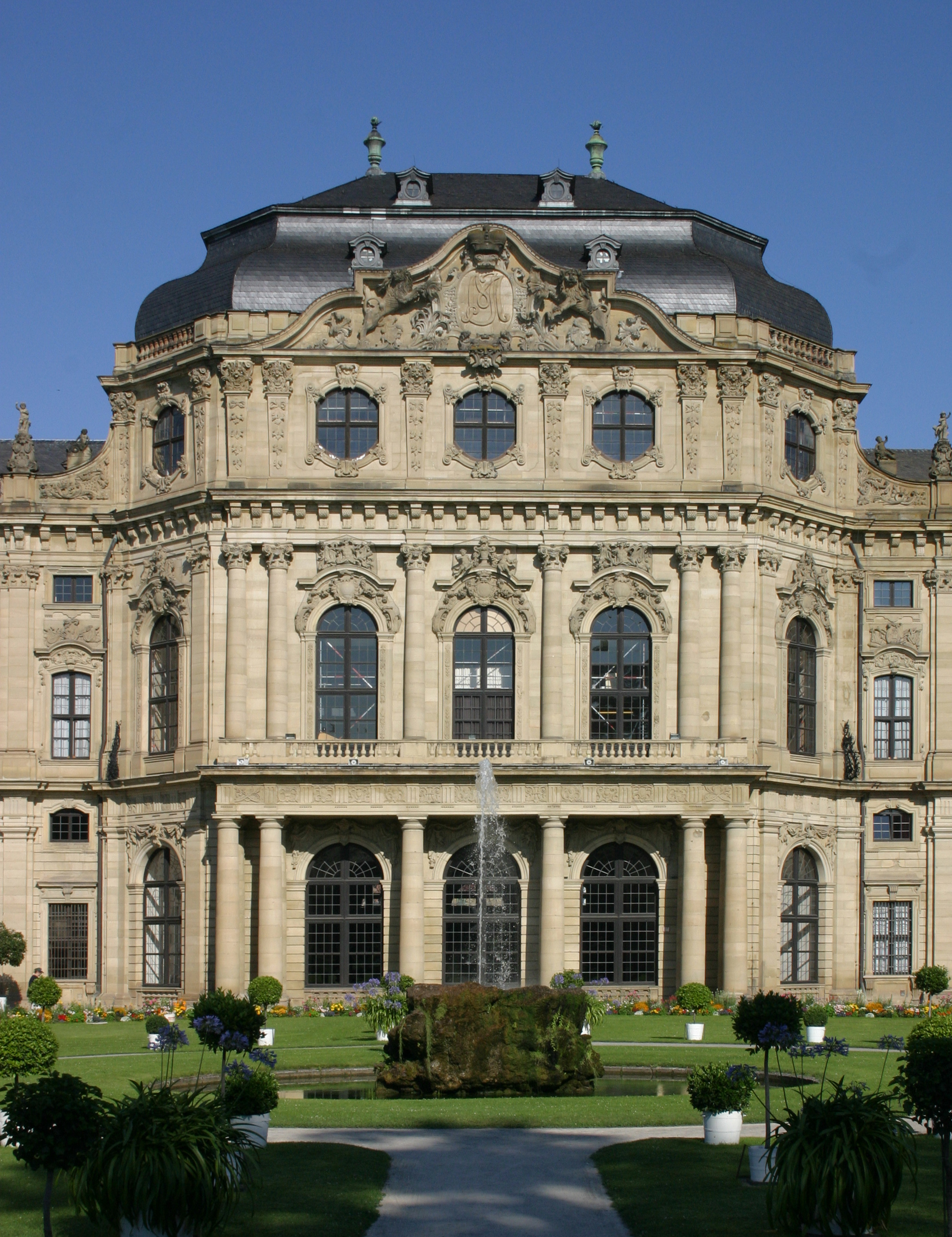
Mittelrisalit der Ostfassade

### 1700–1720: Das Rennweger Schlösschen
Die Würzburger Fürstbischöfe hatten seit Mitte des 13. Jahrhunderts ihre Bischofsresidenz im Schloss auf dem Marienberg. Im Zeitalter des Absolutismus, in dem der Herrscher seine Macht und seinen Reichtum auch durch die Größe seines Wohnsitzes zeigte, war ein Renaissanceschloss wie das in den Festungsanlagen nicht mehr genügend. Bereits Johann Philipp von Greiffenclau zu Vollraths hatte ein zur doppelten Hofhaltung vorgesehenes Rennweger Schlösschen auf dem heutigen Residenzplatz errichten lassen. Zu dessen Nutzung als Residenz kam es jedoch nicht. Johann Philipp Franz von Schönborn war ein absolutistischer Herrscher, der diesem Anspruch auch gerecht zu werden gedachte: So hatte er aus einem Unterschlagungsprozess gegen seinen Hofkammerdirektor Gallus Jacob die Summe von 600.000 Gulden erstanden – die er in den Bau eines neuen Schlosses zu investieren gedachte. Sein „spiritus rector“ war hierbei sein Onkel Lothar Franz von Schönborn.
Die Einrichtung einer neuen Hofhaltung innerhalb des vom Bastionenkranz umschlossenen Stadtgebiets war bereits von Fürstbischof Johann Gottfried von Guttenberg beschlossen, aber erst von seinem Nachfolger Johann Philipp von Greiffenclau zu Vollraths in Angriff genommen worden. Konzipiert als Zweitresidenz (zum Sitz auf dem Marienberg) wurde nach Plänen von Antonio Petrini das so genannte Schlösslein am Rennweg vor dem Rosenbachpalais (auf dem Gelände vor der heutigen Residenz) errichtet. Der etwa 68 Meter lange Bau hatte zwei Stockwerke und war nach Art der Wiener und Prager Palastbauten mit Pilastern an den Fassaden versehen. Bezogen wurde der statische Mängel aufweisende und als Regierungs- und Repräsentationsgebäude zu klein dimensionierte Bau jedoch nie und 1720 abgebrochen. Balthasar Neumann hatte sich im Oktober 1719 bereits mit Umbauplänen des Schlösschen befasst. Aufgrund der irreparablen Schäden am Gebäude entschied sich der Fürstbischof Johann Philipp Franz jedoch Anfang 1720 zu einem kompletten Neubau.

### 1720–1744: Die äußere Hülle entsteht
Die Residenz wurde 1720 begonnen und im Rohbau 1744 fertiggestellt. Die Innenausstattung der in der Schönbornzeit unter der Regie von Balthasar Neumann entstandenen Residenz wurde erst 1780 vollendet. Die Grundsteinlegung des Neubaus am östlichen Rand der historischen Altstadt erfolgte unter Fürstbischof Johann Philipp Franz von Schönborn im Mai 1720. Auf den Rat von Lothar Franz von Schönborn hin wurde das Bauvorhaben auf dem Rennweg so platziert, dass ein großer, zur Stadt hin ausgerichteter Platz entstand. Johann Philipp, beim Volk wegen seiner hohen Abgabenlasten unbeliebt, starb bereits 1724, ohne in „sein“ Schloss, von dem bis dahin nur Teile des Nordflügels (der nördliche und der westliche Trakt des ersten nördlichen Vierflügelkarrees samt bauplastischem Schmuck) standen, je eingezogen zu sein. Sein Nachfolger, Christoph Franz von Hutten, ließ in den folgenden fünf Jahren (1724–1729) seiner Regentschaft das erste Vierflügelkarreé um den vorderen nördlichen Ehrenhof des Nordflügels fertigstellen und bezog eine Wohnung in den heute als Ingelheim-Zimmer bekannten Räumen, die er mit (im 18. Jahrhundert bereits wieder verschwundenen) Arbeiten des Malers Franz Ignaz Roth, dem Lehrer von Johann Christoph Fesel, schmücken ließ.
Die ersten Ausstattungsarbeiten dieser „Ersten Bischofswohnung“ waren noch unter Johann Philipp Franz erfolgt. Die Dekorationspläne dazu stammen von dem Stuckateur Giovanni Pietro Castelli (um 1665–1732), der von dem sich Juli 1724 in Würzburg aufhaltenden Germain Boffrand beraten wurde. Von November 1724 bis 1726 wurden dann deren Stuckaturen durch die zuvor beim Kölner Kurfürsten in Diensten gestandenen Brüder Giovanni Pietro und Carlo Antonio Castelli ausgeführt. Der leidenschaftliche Jäger war zudem auch der Auftraggeber für eine von Claude Curé modellierte und von J. A. Roth 1724 gegossene Bronzestatuette der Jagdgöttin Diana, die zur ursprünglichen Ausstattung der Bischofswohnung gehörte (Über dem Portal des fürstbischöflichen Jagdzeughauses in der Zeller Straße war ebenfalls eine um 1722 von Jakob van der Auwera 1672–1760 nach einem Entwurf des Hofmalers Anton Clemens Lünenschloß geschaffene Figur der Göttin angebracht worden).
Die Bauarbeiten wurden erst wieder in vollem Umfang unter dem Bruder des ersten Bauherrn, Fürstbischof Friedrich Karl von Schönborn, reg. 1729–1746, in Angriff genommen. Nachdem er um 1730 beschlossen hatte, im Südflügel der Residenz zu residieren, wurde ab 1733 dort die (bei einer Umgestaltung nach 1806 wieder zerstörte) „Zweite Bischofswohnung“ (mit Bildern von Lünenschloß, Bys und Scheubel) eingerichtet. Während seiner Regentschaft wurde die Errichtung des Südflügels  aus grünlichem Keuper-Sandstein fortgesetzt und der Rohbau des Gesamtgebäudes an Silvester 1744 vollendet. Bei Erstvergabe des Auftrags zur Deckenausmalung 1744 war der Fürstbischof einem Hochstapler, dem Maler Giuseppe Visconti, aufgesessen. Der legte ihm künstlerische, jedoch von fremder Hand stammende Vorlagen als eigene Entwürfe vor. Aufgrund dessen erhielt dieser den lukrativen Auftrag zur Freskenerstellung. Schnell wurde die dilettantische Ausführung erkannt, der vermeintliche Künstler verjagt und dessen Werk von der Decke abgeschlagen.
Friedrich Karl bezog eine neue Wohnung im südlichen Flügel, ließ ebendort die Hofkirche einrichten und sorgte in seiner Regierungszeit dafür, dass die drei ab 1738 entstandenen Paradezimmer (Audienzzimmerausstattung vom Kunstschreiner Ferdinand Hundt) südlich des Kaisersaals, das Spiegelkabinett (von Johann Wolfgang van der Auwera, dem Sohn und Nachfolger des Hofbildhauers Jakob van der Auwera) wie auch ein erster Festsaal, der Weiße Saal, (durch Antonio Bossi), fertiggestellt wurden. Sein Nachfolger, Anselm Franz Graf von Ingelheim, ließ den Baumeister Neumann absetzen und stoppte den Ausbau der Anlage, die Bauarbeiten ruhten bis zu seinem Tod 1749. Er bezog Wohnung in den heutigen Ingelheim-Zimmern und machte sich vornehmlich Gedanken darum, Geld zu beschaffen: So führte er u. a. Geldausfuhrsteuern ein. Von 1738 bis 1744 erfolgte die Gestaltung des Ehrenhofabschlusses nach Entwürfen von Johann Lucas von Hildebrandt mit von Johann Wolfgang van der Auwera geschaffenen Statuen. Dieses ehemalige Figurenensemble wurde jedoch 1821 mitsamt schmiedeeisernen Gittern (dem Hauptwerk Johann Georg Oeggs) veranlasst durch den Kronprinzen Ludwig wieder abgebaut.

### 1744–1780: Der innere Kern entsteht
In die Zeit von 1749 bis 1754 fielen Höhepunkte der Innenausstattung. Unter Karl Philipp von Greiffenclau zu Vollrads’ Herrschaft beteiligten sich an der Innenausstattung mit Fresken und Stuckaturen unter anderem Giovanni Battista Tiepolo 1750–1753 (Treppenhaus mit dem größten zusammenhängenden Deckenfresko der Welt, Kaisersaal, Hofkirche), Antonio Giuseppe Bossi (Kaisersaal, Gartensaal) und Johannes Zick 1750 (Gartensaal mit dem Deckenfresko Göttermahl). Die Epoche des Würzburger Rokoko war somit vollendet. Balthasar Neumann erlebte die Ausgestaltung und Fertigstellung des Treppenhauses noch mit, starb aber kurz darauf. Unter dem nächsten Fürstbischof, Adam Friedrich von Seinsheim, reg. 1755–1779, wurde die Residenz fertig ausgestaltet: Der Garten bekam seine heutige Form, und auch im Schloss ließ Seinsheim im wesentlich kargeren Stil des Louis-seize Zimmer umgestalten. Die Ausstattung der sogenannten Ingelheim-Zimmer ab 1776 im Stil des Früh-Klassizismus (unter Einbeziehung der Deckenstuckaturen der Brüder Castelli) sowie des grünlackierten Zimmers 1778 beschlossen als letzte Baumaßnahme eine fast sechzigjährige ununterbrochene Bauzeit. Mit dem Jahr 1780 kann die Residenz als vollendet gelten.

### 1780–1814: Die fürstbischöfliche Residenz
Für die nächsten 22 Jahre war die fertiggestellte Residenz das Schloss der Fürstbischöfe von Würzburg. Ab 1803 wechselte sie jedoch gleich mehrfach den Besitzer: Der Reichsdeputationshauptschluss beendete die Herrschaft der Bischöfe über Franken und machte die Residenz sowie Franken selbst zu kurfürstlich bayerischem Besitz. Diese erste Phase der bayerischen Herrschaft endete, ohne dass die Wittelsbacher den Baubestand verändert hätten, nach vier Jahren: Im Frieden von Preßburg 1805/1806 bekam Bayern Tirol und Ferdinand III. aus dem Hause Habsburg das nun souveräne Großherzogtum Würzburg zugesprochen. Ferdinand ließ im Nordoval ein Karussell für seine Kinder einrichten, in seiner Herrschaft wurde auch der Große Salon und der Toscanasaal ausgestaltet. Bis auf den zuletzt erwähnten Saal sind seine Räume im Zweiten Weltkrieg verloren gegangen. Napoleon soll damals die Residenz bei einem seiner zwei Besuche gleichermaßen spöttisch wie respektvoll als „schönsten Pfarrhof Europas“ bezeichnet haben. 1814 verließ Ferdinand Würzburg, da er auf dem Wiener Kongress sein früheres Großherzogtum Toskana zurückerhielt.

### 1814–1945: Die königliche Residenz
Bis zur Auflösung der geistlichen Territorien durch die Säkularisation diente die Residenz als Sitz der Würzburger Fürstbischöfe, seit der Eingliederung Würzburgs ins Königreich Bayern als Nebensitz der Wittelsbacher. Nachdem die bayerischen Könige auf dem Wiener Kongress Tirol gegen Würzburg eingetauscht hatten, hinterließen auch sie ihre Spuren an der Residenz. So wurde im Jahr 1821 das von Johann Georg Oegg geschaffene, schmiedeeiserne Ehrenhofgitter auf eine Anordnung von Kronprinz Ludwig entfernt und im Jahr 1894 durch den Frankoniabrunnen ersetzt. Dieser von Ferdinand von Miller im Stil des Neubarock gestaltete Brunnen wurde von der Stadt Würzburg zu Ehren des am 12. März 1821 in der Residenz geborenen Prinzregenten Luitpold errichtet. Zentrale Gestalt des Brunnens ist die gekrönte Allegorie Frankens, die Franconia, mit dem Würzburger Rennfähnlein in ihrer linken Hand auf einem neobarocken Sockel. Die prächtig gewandete Frankonia bekränzt mit ihrer Rechten die drei zu ihren Füßen sitzenden berühmtesten Künstler Frankens mit Lorbeer: Walther von der Vogelweide in sinnender Pose, Mathis Gothart Nithart (genannt Matthias Grünewald) beim Skizzieren sowie Tilman Riemenschneider beim Schnitzen einer Skulptur. Die Figur der Frankonia ist in Richtung des Würzburger Domes gekehrt. Die Konzeption der Franconia-Statue orientiert sich an der im Jahr 1850 errichteten Bavaria-Statue der Münchener Ruhmeshalle.

### 1945–1987: Zerstörung und Wiederaufbau
All die Arbeiten der zwei vergangenen Jahrhunderte wurden beim Bombenangriff auf Würzburg am 16. März 1945 fast zunichtegemacht: In dieser Nacht wurde die Residenz, vor allem in den Seitenflügeln, schwer beschädigt. Erhalten blieben jedoch die großen, steingewölbten Räume des Zentralbaus: das Vestibül, der Gartensaal, das Treppenhaus, der Weiße Saal und der Kaisersaal, wo nun die Gewölbe ohne Dächer freilagen. Nach der Einnahme der Stadt durch US-Truppen am 5. April sorgte der amerikanische Monuments Man John Davis Skilton für eine sofortige provisorische Abdeckung mit Zeltplanen und für ein Notdach, das bereits am 24. September 1945, ein halbes Jahr nach der Zerstörung, die erhaltenen Gewölbe wieder überdeckte. So konnten die Fresken von Tiepolo in Treppenhaus und Kaisersaal sowie die Stuckdekoration von Bossi im Weißen Saal gerettet werden. Die dortigen Beschädigungen durch Regenwasser und allgemeine Verstaubung wurden in aufwendigen Restaurierungsarbeiten bis Herbst 2006 behoben. Das Fresko und die Wände des Treppenhauses waren nach dreijähriger Restaurierung wieder zu sehen.
Die wertvolle bewegliche Ausstattung war aus allen Räumen rechtzeitig ausgelagert worden; Lüster, Wandteppiche, Ölgemälde, Spiegel, Holzvertäfelungen, Tische, Stühle, Bänke u. a. mehr waren beim Angriff in Sicherheit und konnten gerettet werden. Drei Würzburger Firmen rekonstruierten die zerstörten Prunk-Räume der südlichen und nördlichen Seitenflügel, die u. a. als Gästezimmer für Kaiserin und Kaiser bestimmt waren, sowie die Ingelheim-Zimmer, um die erhaltene reiche Ausstattung wieder einzurichten. Die Wiederherstellung wurde 1987 mit der Vollendung des Spiegelkabinetts abgeschlossen; hier war die wandfeste Raumausstattung beim Angriff zerstört worden. Die verwendeten Techniken der Arbeit hinter Glas (Verspiegelung, Aufdampfen und Ziselieren von Gold, Hinterglasmalerei) konnten rekonstruiert werden; dabei wirkte vor allem der Würzburger Künstler Wolfgang Lenz.
Auch das Steingewölbe der Hofkirche überstand den Angriff, litt aber schwer unter Feuer und Nässe. So sind die Fresken von Johann Rudolf Byss, der auch die ehemalige „Zweite Bischofswohnung“ mit Bildern mitausgestattet hatte und unter dessen Leitung junge Maler wie Wolfgang Högler, Johann Thalhofer und Georg Anton Urlaub das dem Audienzzimmer benachbarte Venezianische Zimmer gestalteten, stark beeinträchtigt worden: Über der Eingangsempore hatte er den Engelsturz, über der Mitte die Himmelfahrt Mariens, über dem Altarraum das Martyrium der Frankenapostel Kilian, Kolonat und Totnan gemalt.

### Gegenwart
Die Residenz ist heute vornehmlich ein Museum mit über 40 wiederhergestellten Räumen, das ganzjährig zu besichtigen ist. Darüber hinaus beherbergt es Teile der Julius-Maximilians-Universität Würzburg, das Martin-von-Wagner-Museum, die Staatsgalerie Würzburg, Teile des Staatsarchivs Würzburg sowie die Residenzverwaltung. Seit 1921 findet fast jedes Jahr das Mozartfest im Frühsommer statt, zudem ist die Residenz immer wieder Ort für wechselnde Sonderausstellungen, so 2009 die Bayerische Landesausstellung Wiederaufbau und Wirtschaftswunder. Die Residenz wird von der Bayerischen Schlösserverwaltung betreut. Aus bürgerschaftlichem Engagement gründete sich im Jahr 1990 der eingetragene Verein Freunde der Würzburger Residenz. Er setzt sich dafür ein, den Kronleuchter im Treppenhaus nachzubauen, das Ziergitter im Ehrenhof wiederherzustellen und den Residenzplatz von Autos zu befreien.

## Beschreibung

### Äußeres

Ostfassade

Südfassade

Grundriss des Hauptgeschosses

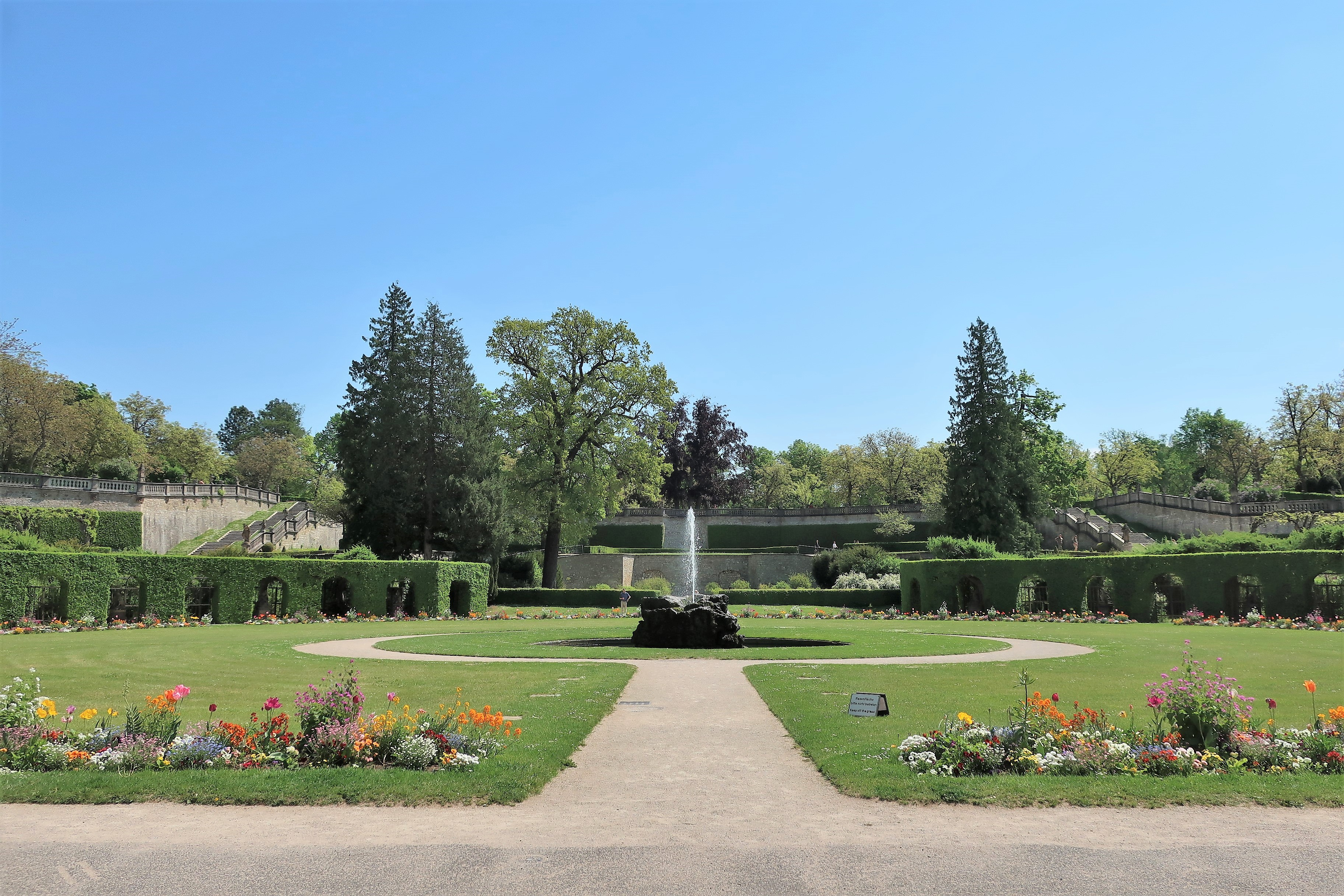
Hofgarten

#### Fassaden
Die Würzburger Residenz ist formal eine mehrhöfige Anlage über einer rechteckigen Grundfläche, an der zur Stadtseite ein Ehrenhof ausgespart ist. Damit stellt sie einen Kompromiss zwischen einer Dreiflügelanlage vergleichbar mit Schloss Weißenstein in Pommersfelden und einer vielhöfigen Stadtresidenz wie in München oder Wien dar. Die Ostfassade hat eine Länge von 167 Metern, die Südfassade eine Front von 97 Metern. Der Bau beherbergt insgesamt über 300 Räume. Im Hauptgeschoss liegen 92 Säle und Zimmer. Der Ehrenhof ist 55 Meter tief. Man merkt der Residenz an, dass eine Vielzahl von Ideen eingebracht wurden, bis sie zu ihrem heutigen Erscheinungsbild kam. So ist ihre Frontansicht zum Hof hin zunächst ein zweigeschossiger Bau, gegliedert von einem Mezzaningeschoss zwischen wie auch über den beiden Hauptgeschossen. In den Ehrenhof hinein treten zunächst beiderseits der Flügel kurze Balkone hervor, die in Verbindung mit einem Zurückweichen der Innenfronten den Palast recht wuchtig wirken lassen. Zum Mittelteil hin verjüngt sich der Bau: Während von der Front zwei Haupt- und Halbgeschosse zu entdecken sind, verschwindet ein Mezzanin an den seitlichen Innenfronten, das zweite Mezzanin sodann an der Hauptfassade am Mittelbau vollständig. Diese Verkürzung auf zwei Geschosse hat das Schloss mit Schloss Weißenstein gemein, ebenso mit französischen Bauten.
Der Auftrag zur Erstellung eines Bauplans ging an Balthasar Neumann, einen noch weitgehend unbekannten Ingenieur und Baumeister aus dem Offizierskorps des vorherigen Regenten Johann Philipp von Greiffenclau. Der, obwohl entsprechend seiner Entwicklungszeit traditionell-italienisierende über französisch-klassische bis hin zu wienerisch-piemontesischen Formen zeigend, in sich vollkommen geschlossen wirkende Bau erfolgte nach einem einheitlichen Plan, in dem Neumann die Ideen und konkurrierenden Vorschläge der ihn unterstützenden Mainzer Architekten Maximilian von Welsch und Christoph von Erthal (1719/1720), der französischen Baumeister Robert de Cotte und Germain Boffrand (1723/1724) sowie ab 1730 des Wiener Architekten Johann Lucas von Hildebrandt zu einer Synthese führte. Zudem war auch Anselm Franz Freiherr von Ritter zu Groenesteyn beratend tätig. Vor allem Boffrand und Hildebrandt haben den Entwurfsprozess maßgeblich beeinflusst. Hildebrandt prägte die charakteristischen Mittelrisalite von Garten- und Hoffassade, während Boffrand die Nebenflügel der Stadtfassade inspirierte. Dass dem Bau trotzdem nichts Eklektizistisches anhaftet, er also derartig geschlossen wirkt, kann als eine der bedeutendsten künstlerischen Leistungen von Balthasar Neumann angesehen werden.
Die Nebengebäude am Residenzplatz sind das Rosenbachpalais (Staatlicher Hofkeller) und das Nördliche Oeggtor sowie der Gesandtenbau (Residenzgaststätten) und das Südliche Oeggtor. Die beiden Tore sind nach dem berühmten Kunstschmied Johann Georg Oegg benannt, der auch das ehemalige Ehrenhofgitter fertigte. Dieses Ziergitter schloss den Ehrenhof wirkungsvoll zum Residenzplatz hin ab. Die grundlose Entfernung des Ziergitters im Jahr 1821 wurde schon von Georg Dehio kritisiert, weil die dem Ehrenhof zugewandten Flügelfassaden dadurch einen falschen Sinn erhalten haben. Anstelle des Ehrenhofgitters wurde 1894 der Frankoniabrunnen errichtet.

#### Hofgarten
Zum barocken Bauensemble gehört neben dem Residenzplatz, der dem Ehrenhof im Westen vorgelagert ist, auch der Hofgarten, der sich im Osten und Süden an die Residenz anschließt. Die Anlage des Gartens war – wie auch der Residenzbau selbst – durch die bestehende barocke Stadtmauer begrenzt. Bereits Balthasar Neumann hatte die Idee, diese Bastion mit in die Gartengestaltung einzubeziehen und bis heute lädt sie zum Spazieren mit wunderbarem Blick über Garten, Schloss und Teile der Stadt ein. Zu dieser hohen Befestigungsmauer führen symmetrisch zwei rahmende Rampen- und Treppenanlagen hinauf, wobei auf halber Höhe eine Terrasse eingefügt wurde. Dieser Ostgarten ist auf den Ausgang aus dem Gartensaal im Mittelbau der Residenz angelegt; von hier ausgehend erläuterte ehemals der Hausherr seine Pflanzen- und Skulpturen-Schätze. Heute blühen hier hunderte von alten Rosensorten, früher waren es beschnittene Obstbäume. Geblieben sind die anschließenden Laubengänge, welche einmalig aus Kornelkirschen und Lärchen geformt sind und zwischen denen sich zwölf der berühmten Putten von Johann Peter Wagner tummeln. Von ihm stammen auch die zahlreichen Kanapees, Vasen, Pflanzschalen sowie weitere Putten, Savoyardenknaben und Figuren auf den Treppen und der Bastion.
Südlich der Residenz schließt sich ein flacher rechteckiger Garten an, der von der Orangerie abgeschlossen wird. Diesen hatte der Fürstbischof aus seiner Wohnung – zu der u. a. der Toscanasaal gehörte – im Blick. Hier schmücken große Figurengruppen Wagners die Rasenflächen, sorgen Faune, Pane und Allegorien der Jahreszeiten unter mächtigen Eibenbäumen in Kegelform für Überraschungen. Hinter der Orangerie wurde der ehem. Küchengarten rekonstruiert, in dem wieder alte Apfel- und Birnensorten sowie Beerensorten wachsen, wobei die Beete von niedrigen Kräuter- und Lavendelhecken eingerahmt sind. Es gibt noch einen Englischen Garten, dessen gewundene Wege durch vielfältige Flora führt. Weitere Eingänge zu diesem Hofgarten, z. B. neben der Hofkirche oder am Rennweg zieren mit Blüten geschmiedete Gitter des Tirolers Johann Georg Oegg, des „Königs der Schmiede“ aus der Zeit des Rokoko.

### Inneres

#### Vestibül

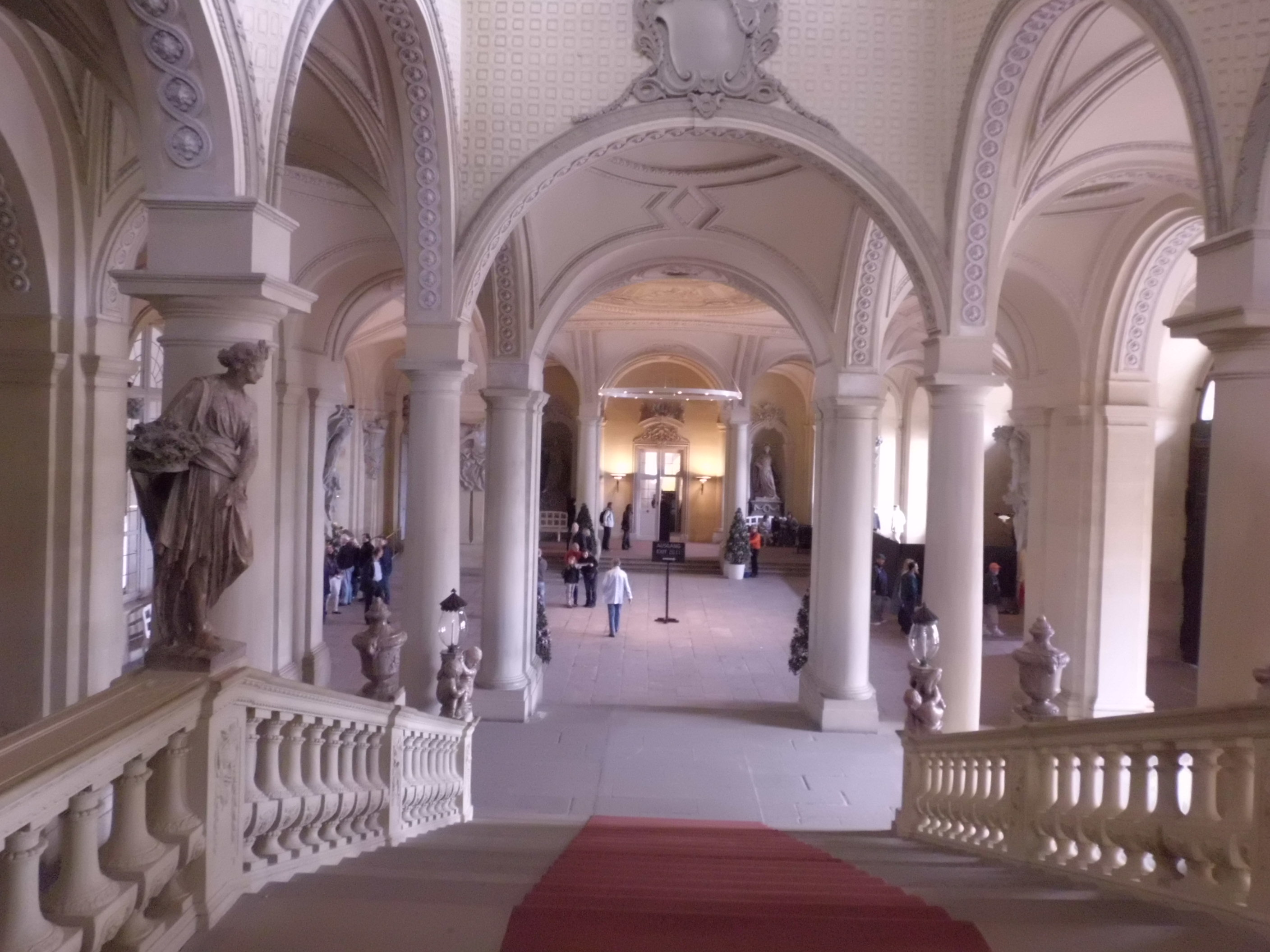
Vestibül

Das vom Ehrenhof aus zugängliche Vestibül bildet den Auftakt der von Balthasar Neumann entwickelten barocken Raumfolge. Damit folgt die Würzburger Residenz in ihrem Aufbau ganz dem Idealbild eines barocken Schlosses: Die Raumfolge mit Vestibül, Gartensaal, Treppenhaus, Weißem Saal und Kaisersaal, sowie daran anschließend die Nördlichen und die Südlichen Kaiserzimmer, drückt in ihrer Pracht ganz den Machtanspruch aus, den ein absolutistischer Herrscher für sich beanspruchte. Das Vestibül ist nach Norden hin mit dem Treppenhaus, nach Osten hin mit dem Gartensaal verwoben. Die Maße des im Gebäude liegenden Vestibüls des Treppenhauses wurden durch die Notwendigkeit bestimmt, die vierspännigen Kutschen der Besucher unter dem Dach vorfahren und wenden zu lassen. Eine vierspännige Kutsche hat einen Wendekreis von ungefähr 19 Metern. Der Gegensatz zwischen der hohen Breite und der niedrigen Höhe des Deckengewölbes bestimmt den Raumcharakter des Vestibüls. Da unmittelbar darüber der Weiße Saal liegt, kann sich das Gewölbe nicht nach oben hin entfalten. Bei dem flach über den Raum gespannten Gewölbe handelt es sich um eine bedeutende technische Leistung.

#### Gartensaal

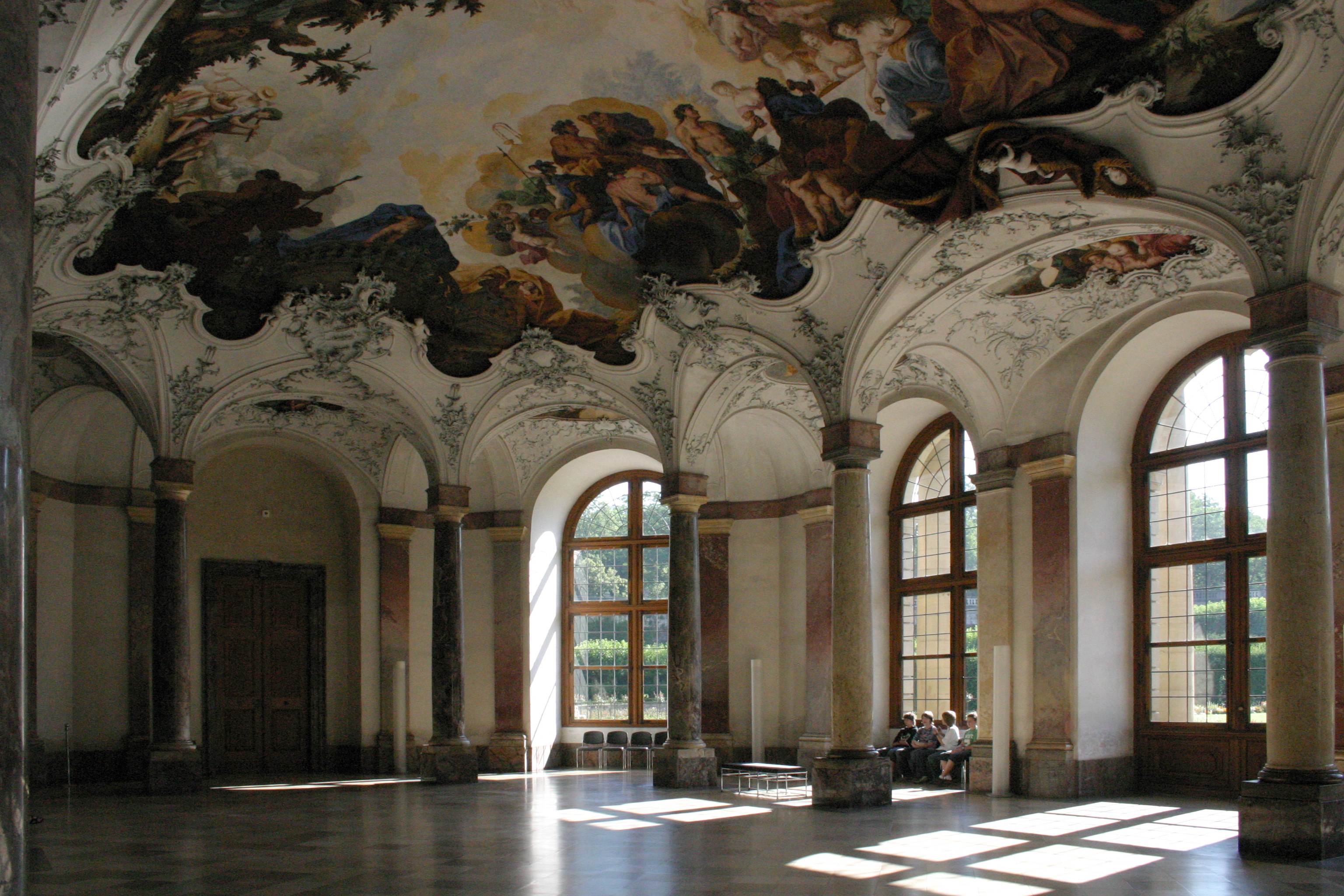
Gartensaal

Im Verhältnis zu seiner Größe ebenfalls relativ niedrig ist der Gartensaal, auch Sala terrena genannt. Dennoch weist er einen freien und leichten Raumcharakter auf. Dies liegt weder an den ausgewogenen Proportionen, noch an dem beeindruckenden Deckenfresko, sondern an Balthasar Neumanns spezieller Raumgliederung. Das Deckengewölbe wird nämlich nicht nur von den vier Wänden, sondern auch von zwölf schlanken Säulen aus hellem Marmor getragen, die ovalförmig im Gartensaal stehen. Dadurch wirkt es, als würde sich das Deckengewölbe wie ein Baldachin eigenständig vor den Raumwänden ausbreiten. Insgesamt ist dieser Raumtypus häufiger in der Kirchenarchitektur vertreten als im Schlossbau.

#### Treppenhaus

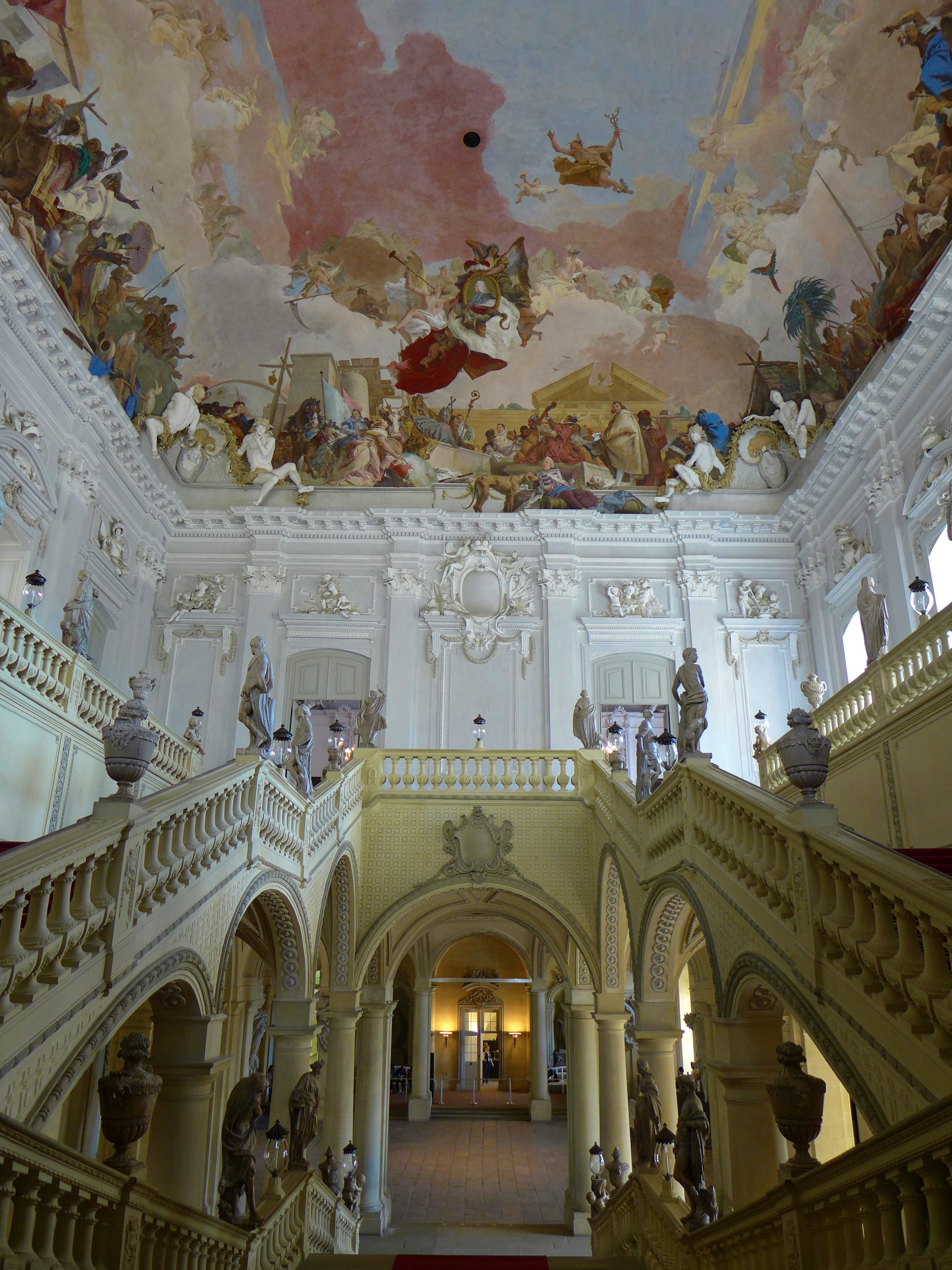
Treppenhaus

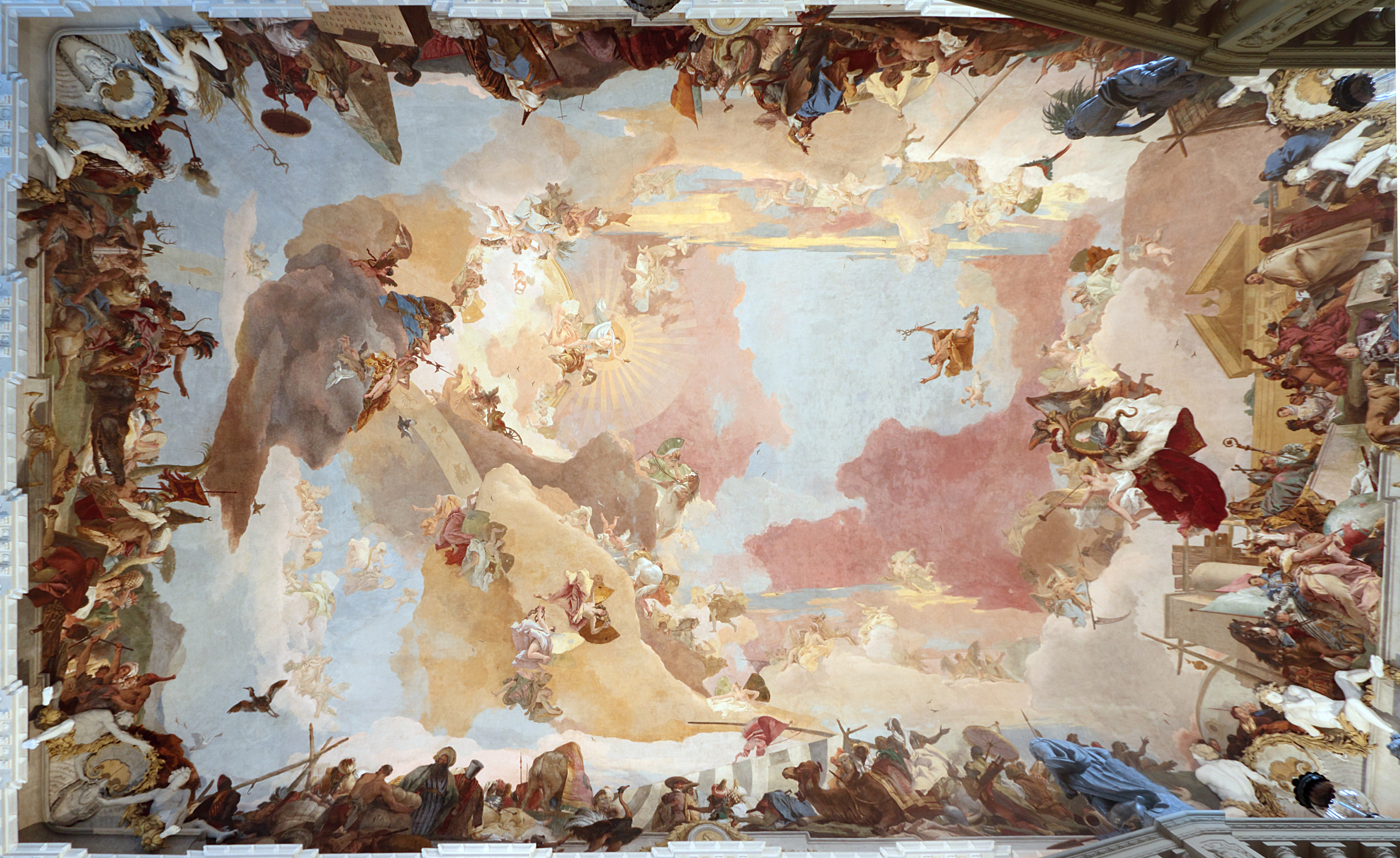
Deckenfresko des Treppenhauses

Mit Schloss Weißenstein, mehr noch mit Schloss Augustusburg, verbindet Würzburg die große Bedeutung des Treppenhauses in der repräsentativen Raumfolge. Jedoch ist es nicht zentral angelegt, sondern erstreckt sich vom Vestibül aus in nördliche Richtung. Mit seinen gigantischen Ausmaßen (31 × 19 Meter) ist allein das Treppenhaus im Palast von Caserta bei Neapel vergleichbar, das dem Würzburger auch strukturell ähnelt. Anleihen nimmt sie auch von Balthasar Neumanns zweitem großen Palast, Schloss Augustusburg bei Brühl. Hier wie dort besteht bis zu einem Wendepodest eine einläufige Treppe, die sich dann in zwei parallele Läufe bis zur Beletage spaltet. Die dreischiffige Treppe wird von einem Umgang umgeben. Die Treppenläufe und Podeste liegen innerhalb eines hohen weiten Saales, eine Idee Enrico Zuccallis für das Neue Schloss Schleißheim das ab 1701 für den Kurfürsten Max Emanuel von Bayern erbaut worden war.
Die gewaltige Anlage wird überwölbt von dem größten zusammenhängenden Deckenfresko der Welt (ca. 580 m²), gemalt 1752 bis 1753 von Giovanni Battista Tiepolo aus Venedig, dem berühmtesten Freskenmaler seiner Zeit, sowie seinen Söhnen – insbesondere Giovanni Domenico Tiepolo – und weiteren Helfern. Thema: Die Verherrlichung des Hausherrn, des Fürstbischofs, durch die (damals anerkannten) vier Kontinente. Karl Philipp von Greiffenclau zu Vollrads schwebt in einem Medaillon über Europa als Bewahrer und Förderer der Künste. Er wird von der ganzen Welt gefeiert, die durch vier Frauengestalten (=Kontinente), auf für ihren Kontinent typischen Tieren reitend, symbolisiert wird. Als Stellvertreter der Künste sind Balthasar Neumann (Architektur), Antonio Giuseppe Bossi (Bildhauer/Stuckateur) und Tiepolo (Malerei) selbst auch im Bild vertreten: Neumann auf einer Kanone reitend, eine Anspielung auf seine Stellung als Oberst der Artillerie des fränkischen Kreises. Danach Bossi mit seinem Handwerkszeug zu Füßen über dem rechten Aufgang, sowie zuletzt Tiepolo im Eck zwischen Afrika und Europa, als Beobachter der Künstlerkollegen mit rotem Mantel und weißem Schal gekleidet. Eine Ölskizze für den Fürstbischof vom April 1752 befindet sich heute im Metropolitan Museum, New York. Tiepolo erhielt für das Werk die stattliche Summe von 15.000 Gulden, das entsprach dem 13-fachen Jahresgehalt von Balthasar Neumann. Die Wände sind zurückhaltend weiß in frühklassizistischen Formen stuckiert. So wirkt dieser Raum nicht überladen, und das Deckenfresko kommt bestmöglich zur Geltung.
Am Rande: Der Legende nach wurde Balthasar Neumanns Deckenkonstruktion des Treppenhauses wegen ihrer Größe von zeitgenössischen Architekten sehr kritisch beäugt; ein Kollege Neumanns (evtl. Johann Lucas von Hildebrandt) wettete darauf, dass das Gewölbe nach Abnahme des Baugerüsts einstürzen würde. Die Gegenwette Neumanns soll ein Angebot gewesen sein, Kanonen im Vestibül abzufeuern – es werde der Druckwelle schon standhalten. Auch wenn diese Wetten nicht eingelöst wurden, so zeigte sich die Stabilität des Gewölbes beim Bombenangriff auf Würzburg am 16. März 1945, bei der es dem Gewicht des darauf einstürzenden Dachstuhls standhielt.

#### Weißer Saal

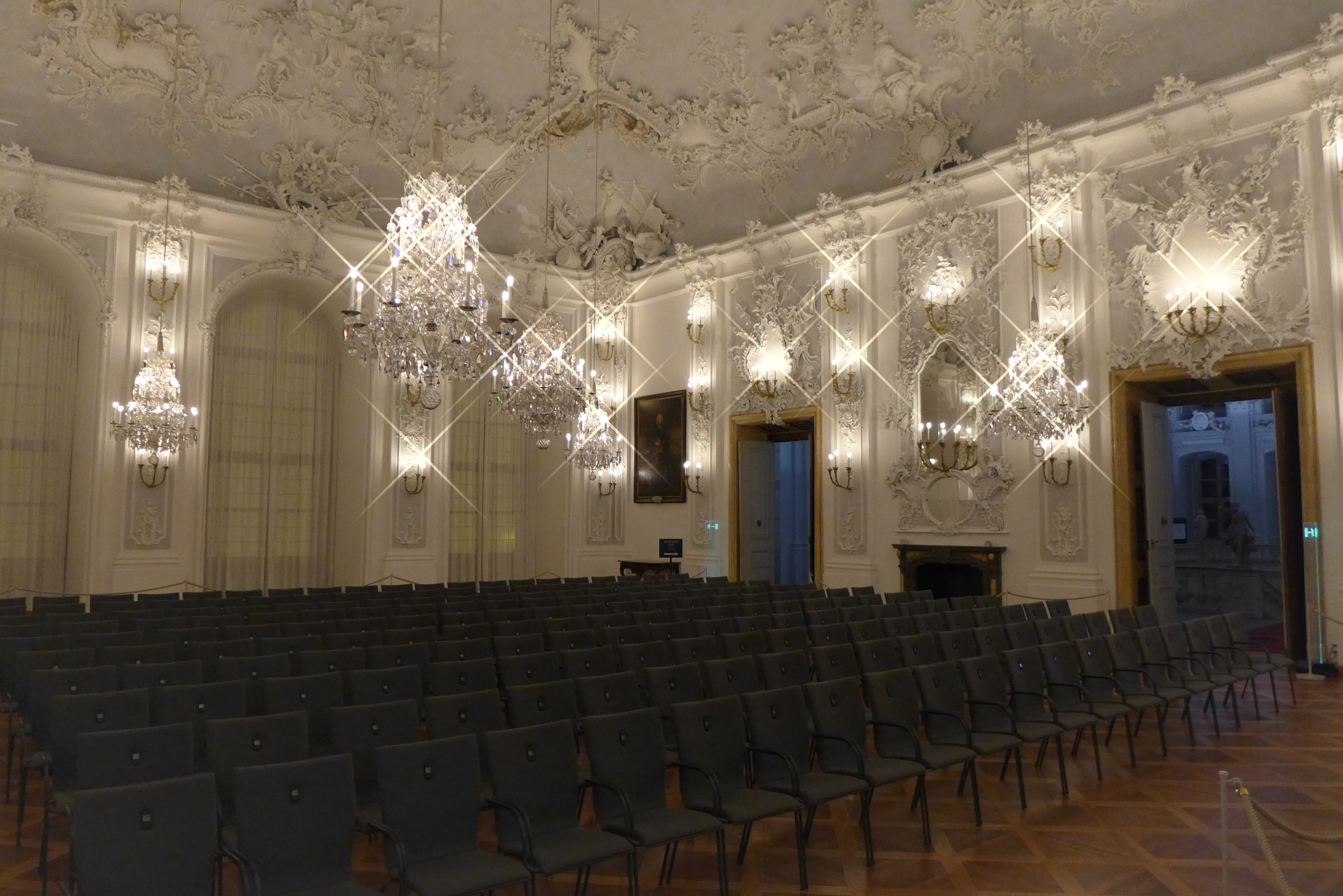
Weißer Saal

Das Hauptwerk des Antonio Giuseppe Bossi in der Würzburger Residenz ist sicher der Weiße Saal, ein in Weiß auf Lichtgrau gehaltener Raum, der somit den vorausgehenden (Treppenhaus) wie auch den nachfolgenden Raum (Kaisersaal) kontrastiert. Bossi hat hier in einmaliger Weise in etwa neun Monaten von 1744 bis 1745 einen großen Festsaal mit Freihandstuckfiguren ausgeschmückt, wie sie sonst nur noch im Gründamastenen Zimmer im Nordflügel zu bewundern sind. Die skulpturale Zier des Ofens, einen Adler und vier Jahreszeiten-Putti aus Terrakotta schuf Materno Bossi, der auch die Nische ausstuckierte. Drachen und Pfaue sind zu bewundern, in den Ecken hat A. Bossi zu Ehren der ersten zu erwartenden Besucher, des Kaiserpaares Maria Theresia und Franz Stephan, Trophäengruppen postiert. Wie der vorherige Saal, das Treppenhaus, überstand auch dieser Saal den Zweiten Weltkrieg. In den 1980er Jahren wurde der Saal allerdings restauriert und aufgehellt. Der Weiße Saal zeugt von der Genialität und Meisterschaft Bossis. Sieht man sich genauer im Schloss um, so wird man entdecken, dass der Hauptteil der heute zu besichtigenden Inneneinrichtung der Residenz in die Barockzeit fällt (so die Kaiserzimmer, Kaisersaal, Treppenhaus). Aber auch verspieltere Stile sind zu finden, so der Rokoko des Weißen Saales, die ruhigere frühklassizistische Ausgestaltung des Grünlackierten Zimmers oder die von von Seinsheim in klassizistischem Stil umgearbeiteten Ingelheimzimmer, die Kontrapunkte zum überbordenden Barock der Kaiserzimmer, speziell des Spiegelkabinetts bilden.

#### Kaisersaal

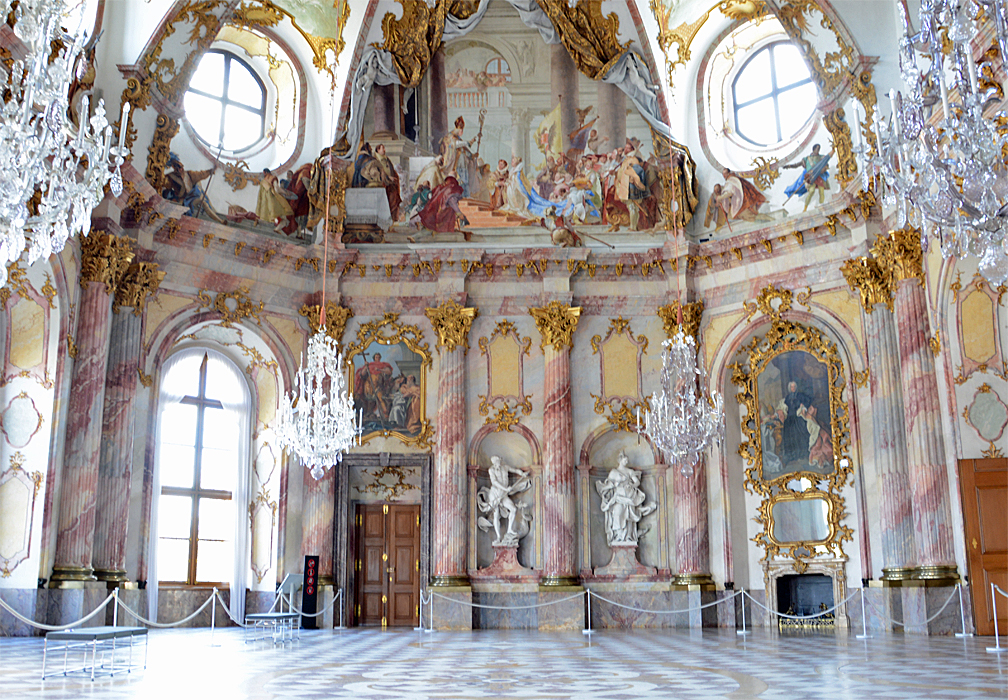
Kaisersaal

Der Kaisersaal ist ein 1737 begonnener und in den Jahren 1752/1753 von Antonio Bossi und Giovanni Battista Tiepolo prachtvoll ausgestalteter Festsaal, in dem die Reichsidee und der Kaiser eindrucksvoll dargestellt werden. Der Fürstbischof Johann Philipp von Greiffenclau wählt für die geplanten Fresken – anders als sonst üblich – nicht den aktuellen Kaiser (Franz Stephan I.), sondern den Staufer Friedrich Barbarossa, um die Verbindung des Bistums mit dem Kaiserhaus und die gegenseitige Abhängigkeit von weltlicher und kirchlicher Macht darzustellen. Zur Südseite sieht der Betrachter „Die Trauung Kaiser Barbarossas und der Beatrix von Burgund durch den Würzburger Fürstbischof 1156“, so der offizielle Titel.
Hierbei fallen einige Dinge auf: So trägt der Bischof auf dem Bild das schon aus dem Treppenhausfresko bekannte Antlitz des Karl Philipp von Greiffenclau-Vollraths und nicht das des damaligen Bischofs, Gebhard von Henneberg – ein subtiler Hinweis auf die geistliche Gewalt eines (Fürst-)Bischofs, der hier den Kaiser vor sich knien lässt. Die zum Betrachter gedrehte Mitra mit einem Vogel (Wappentier Greiffenclaus) weist weiter auf den Auftraggeber des Bildes hin. Zuletzt ist auch der Altersunterschied der beiden Ehepartner nicht erkennbar. Nimmt man Barbarossa seine 34 Jahre noch ab, so erkennt man jedoch in Beatrix nicht das 12-jährige Mädchen, das sie zur Hochzeit war. Einen historischen Anspruch hat das Gemälde nicht – wie schon der Titel zeigt, der Bischof war 1156 kein Fürst. Die ganze Szenerie ist historisierend gehalten, die Personen tragen Kleidung des 16. Jahrhunderts. Wichtiger ist vielmehr die Botschaft: Der Würzburger Bischof macht das Fortbestehen des Kaiserhauses und des Reiches möglich.
Auf der Gegenseite: „Die Belehnung des Würzburger Bischofs Herold mit dem Herzogtum Franken durch Kaiser Friedrich Barbarossa auf dem Reichstag zu Würzburg 1168“. Die Figuren wiederholen sich, nur haben sich ihren Positionen vertauscht: Nunmehr ist es der Kaiser, der den Bischof vor sich knien hat. Auf diesem zweiten Bild ist Herold von Höchheim bei seiner Erhebung zum Herzog von Franken zu sehen – mit dem Antlitz des Karl Philipp von Greiffenclau – der nun zu den Fürsten des Reiches gehört. Ihm ist links im Bild die Urkunde Güldene Freiheit vorbereitet, durch welche die Herrschaft der Fürstbischöfe von Würzburg ihren Anfang nimmt. Neben den Fresken Tiepolos sind die vergoldeten Stuckaturen Antonio Bossis sicher das beeindruckendste Merkmal dieses Raumes, der mit seinem Marmorfußboden, den mit Stuckmarmor verzierten Halbsäulen und den schon erwähnten Fresken Tiepolos eine einmalige Raumeinheit bildet. Der noch zu Lebzeiten Balthasar Neumanns vollendete Kaisersaal gibt vermutlich das authentischste Zeugnis von dem dekorativen Konzept Neumanns.
Auch der Kaisersaal war durch Kriegsschäden weithin durchfeuchtet worden. Restaurierungsarbeiten erfolgten von 1947 bis 1951 und in den 1970er und 1980er Jahren. Sinterflecke und Fehlstellen wurden dabei großzügig retuschiert. Der gesamte Kaisersaal wurde von September 2006 bis Oktober 2008 erneut konserviert und restauriert, dabei konnte sogar noch unversehrte Malerei Tiepolos freigelegt werden. Der Saal wurde am 29. April 2009 durch den bayerischen Finanzminister Georg Fahrenschon wiedereröffnet.

#### Kaiserzimmer
An den Kaisersaal im Herzen des Gebäudes schließen sich seitlich die Nördlichen und die Südlichen Kaiserzimmer an. Die Kaiserzimmer sind auf zwei Flügel aufgeteilt, wobei das Appartement im Südflügel das eigentliche Kaiserappartement darstellt. In ihrer Aufteilung entsprechen beide den Anforderungen an Gästezimmer für kaiserlichen Besuch: Die Abfolge von Antechambré, Audienzzimmer und Schlafzimmer wird im Südflügel zusätzlich durch das Spiegelkabinett vollendet. Im Nordflügel sind Audienz- und Schlafzimmer zwei kleine Räume zwischengelagert. Darüber hinaus befinden sich im Nordflügel noch zwei weitere Gästezimmer sowie das „Grünlackierte Zimmer“. Dank der großzügigen Abmessungen des Hauses befinden sich hinter den Paradezimmern Dienerschaftsgänge, die das ganze Haus durchziehen und von denen auch früher die Zimmer beheizt wurden.
Das Spiegelkabinett ist einer der bedeutendsten Räume der Nördlichen Kaiserzimmer. Ursprünglich wurde es in den Jahren 1740 bis 1745 geschaffen. Das Zimmer ist durchgehend mit Spiegeln ausgestattet, ursprünglich gemalt von Schülern des Johann Rudolf Byss, verbunden durch vergoldete Stuckierungen von Antonio Bossi. Diese Spiegel sind im weitesten mit Hinterglasmalereien verziert und der Blick auf diese auch nicht durch damals beliebte orientalische Figurinen verstellt, so dass die Spiegelebene voll hervortritt. Das wohl kostbarste Zimmer der Residenz ist eine Replik des originalen Spiegelkabinetts – dies schmolz beim Brand der Residenz am 16. März 1945, die Spiegel hatten nicht entfernt werden können. Die Restaurierung begann 1979 und dauerte acht Jahre, während derer ca. 600 Spiegelscheiben neu verziert, die Raumschale neu verputzt und die neuen Stuckaturen mit 2,5 kg Blattgold verziert wurden. Die Techniken hierzu mussten vielfach neu erlernt und entdeckt werden, insbesondere bezüglich des Verzierens der Glasscheiben. Beteiligt hieran war auch der Kunstmaler und Restaurator Wolfgang Lenz. Das Spiegelkabinett kann als nicht zu steigernder Höhepunkt seiner Raumgattung angesehen werden.
Einer der wichtigsten Räume der Südlichen Kaiserzimmer ist das Audienzzimmer. Es wurde von 1738 bis 1740 ausgestattet und ist das Hauptwerk des Kunstschreiners und Zierratenschnitzers Ferdinand Hundt. Da die gesamte Raumausstattung im Krieg ausgelagert war, sind die vergoldeten Schnitzarbeiten vollständig erhalten geblieben. Die Ornamente der Wandtäfelung, der Türfüllungen und Fensternischen zeigen wie auch die Supraporten, die Spiegeltrumeaux und der Kaminaufsatz eine für die Zeit fortschrittliche Verwendung der freien Rocaille und weiterer Motive. Die Arbeiten gelten in der Residenz als die ersten im neuen Gusto und blieben in ihrer Qualität unerreicht. Das original erhaltene Audienzzimmer wurde als erster Raum in der Residenz im neuen Gusto des Rokoko als Hauptwerk von Ferdinand Hundt ausgestattet.

#### Hofkirche

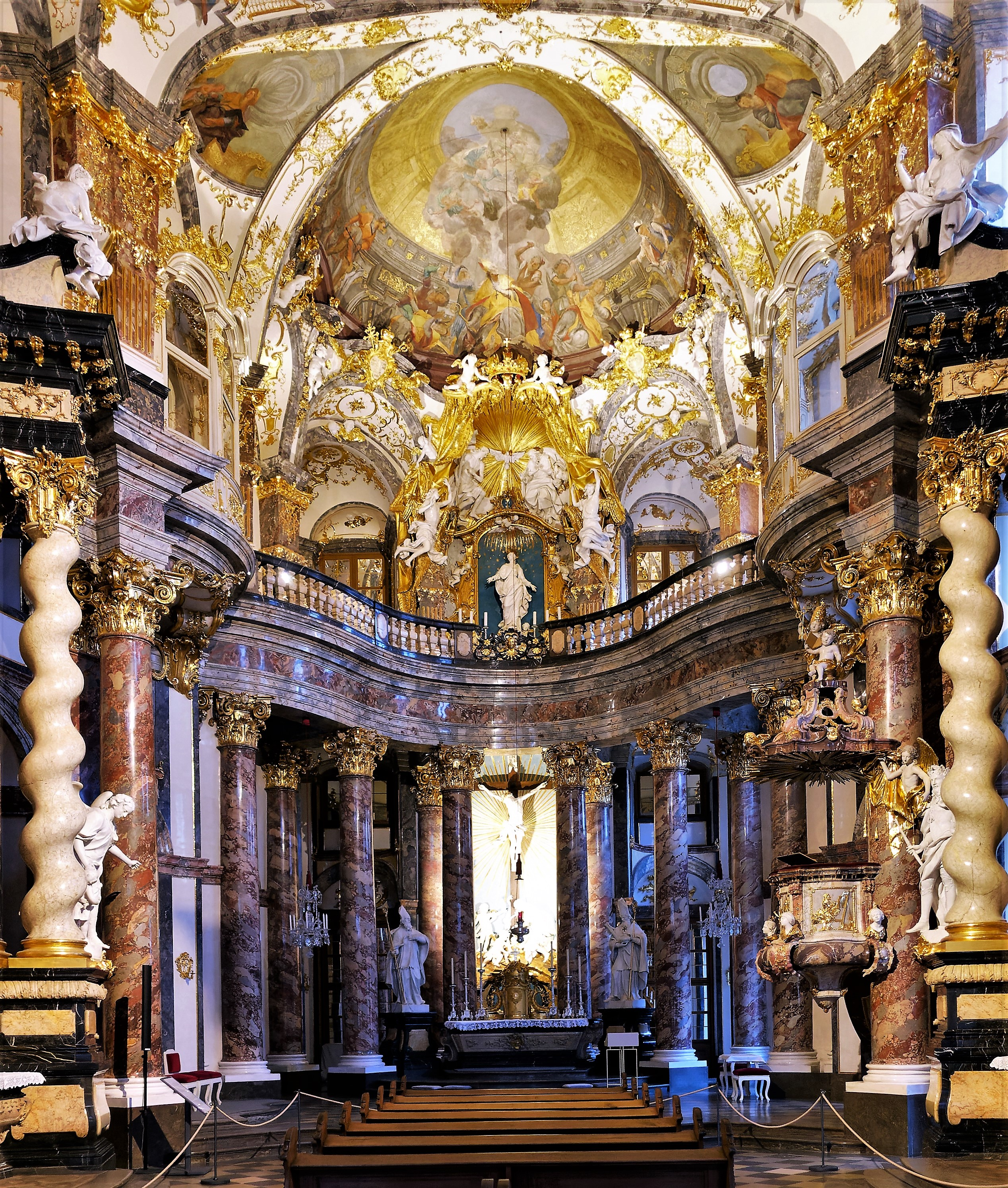
Hofkirche

Die Hofkirche zur Allerheiligsten Dreifaltigkeit entstand 1732 bis 1743. Nachdem sich Fürstbischof Johann Philipp Franz von Schönborn von Balthasar Neumann davon überzeugen ließ, die Hofkirche (zugleich Hofpfarrei) im südwestlichen Ecktrakt der Residenz einzurichten, traten die Planungen in eine entscheidende Phase. Neumann, dem das Projekt übertragen wurde, hatte das Problem, die einheitliche Außenerscheinung der Residenz zu bewahren und die Einteilung der Fassade mit ihren Fenstern und Stockwerken zu berücksichtigen. Die linke fensterlose Seite wurde mit Spiegeln versehen, die durch Reflexion des Lichtes wie Fenster wirken. Neumann versuchte sich damit zu helfen, dass er den Raum mit Säulen gliederte, die sowohl die Längen als auch die Höhen der fensterreichen Außenmauer berücksichtigen. Im Eingangsbereich wie im Chor tragen diese Säulen Emporen und bilden Kolonnaden, wodurch die schmale Länge des Raumes entscheidend aufgelockert wird. Obwohl sich der Grundriss mit seinen drei aneinanderfolgenden Ovalrotunden an den Raumkuppeln ablesen lässt, ist er bei der Gestaltung des Raumes kaum mehr wahrzunehmen. Unausgewogenheiten wie die größere Wirkung der Emporensäulen gegenüber den Kuppelsäulen können auf die nachweislichen Eingriffe Hildebrandts zurückgeführt werden. Fantastisch ist die Farbgebung des Raumes in dunklem Rosa und Gold, wobei Wände wie Säulen mit Stuckmarmor verziert sind. Die maximale Gewölbehöhe der Hofkirche beträgt 18,90 m.
Die beiden Seitenaltäre malte Tiepolo während seines Aufenthaltes in Würzburg: Auf dem rechten Altarbild ist die Himmelfahrt Mariens dargestellt, links der Sturz des Engels Luzifer. Flankiert werden diese Ölgemälde von Marmorskulpturen Johann Wolfgang van der Auweras: Bei Maria stehen Kaiserin Kunigunde und Kaiser Heinrich II., bei Luzifer der Erzengel Gabriel sowie der Schutzengel Raphael. Auch der vordere Hauptaltar wird begleitet von zwei Marmorskulpturen Auweras, den Hl. Kilian und Burkard. Dahinter schließt eine Arbeit Antonio Bossis den Raum ab: Maria Magdalena und zwei Putti beweinen Christus am Kreuz. Der Blick nach oben zeigt weitere Stuckfiguren Bossis, die jedoch für die Ansicht aus der oberen Etage bestimmt sind: Über dem Ölgemälde mit dem Sturz Luzifers sitzen die Caritas (mit Kindern) und die prudentia (mit Buch), ihnen gegenüber die Spes (mit Anker) und die Fides (mit Monstranz). Sie beziehen sich alle auf den oberen Altar, den der Fürstbischof direkt aus seiner Wohnung erreichen konnte: Hier steht Maria auf der Weltkugel, die Schlange zertretend, vor blauem Sternenhimmel – ebenfalls ein Werk aus Stuck von Bossi. Auch eine Immaculata-Statue schuf Bossi für die Hofkirche. Bossi und Johann Rudolf Byss, der mit seinen Schülern Thalhofer und Högler (heute weitgehend kopierte) Deckenmalereien schuf, als Protagonisten der Ausstattung des Hofkirchenraums. Bemerkenswert ist die frühklassizistische Kanzel von Materno Bossi, einem Neffen des Antonio: vier Köpfe mit typischen Kopfbedeckungen stellen die vier Kontinente dar, zu denen das hier verkündete Wort Gottes reichen soll.
Die Orgel der Hofkirche wurde 1966 durch die Orgelbaufirma G. F. Steinmeyer & Co. (Öttingen) erbaut. Das Instrument steht in einem Seitengang auf der Empore und ist aus dem Kirchenschiff kaum sichtbar. Im Zuge der Renovierung der Hofkirche wurde das Instrument durch den Orgelbaumeister Werner Mann (Mainbernheim) um ein Manualwerk (Hauptwerk) und zwei weitere Register erweitert und teilweise umdisponiert. Außerdem wurden die Koppeln angepasst. Das Instrument hat nun 26 Register auf drei Manualwerken und Pedal. Die Spieltrakturen sind mechanisch, die Registertrakturen sind elektrisch.
| I Hauptwerk C–g3 |               |       |   |
| 1.               | Principal     | 8′    | M |
| 2.               | Bordun        | 16′   | M |
| 3.               | Rohrflöte     | 8′    |   |
| 4.               | Querflöte     | 4′    | M |
| 5.               | Octav         | 4′    | M |
| 6.               | Principal     | 2′    | M |
| 7.               | Mixtur III-IV | 1 ⁄3′ | M |
| 8.               | Trompete      | 8′    | M |

| II Rückenwerk C–g3 |                |       |
| 9.                 | Hohlflöte      | 8′    |
| 10.                | Quintade       | 8′    |
| 11.                | Prinzipal      | 4′    |
| 12.                | Koppelflöte    | 4′    |
| 13.                | Oktav          | 2′    |
| 14.                | Sesquialter II | 2 ⁄3′ |
| 15.                | Mixtur IV      | 1 ⁄3′ |
|                    | Tremulant      |       |

| III Schwellwerk C–g3 |                 |    |   |
| 16.                  | Gedackt         | 8′ |   |
| 17.                  | Salicional      | 8′ | M |
| 18.                  | Unda Maris      | 8′ | M |
| 19.                  | Ital. Prinzipal | 4′ |   |
| 20.                  | Blockflöte      | 2′ |   |
| 21.                  | Scharf III      | 1′ |   |
| 22.                  | Rohrschalmey    | 8′ |   |
|                      | Tremulant       |    |   |

| Pedal C–f1 |             |     |
| 23.        | Subbass     | 16′ |
| 24.        | Offenflöte  | 8′  |
| 25.        | Choralflöte | 4′  |
| 26.        | Fagott      | 16′ |

- Koppeln: II/IIII/I, III/II, I/P, II/P, III/P
- Anmerkungen

M = Register von Orgelbau Mann (2012)

## Trivia
Die Residenz ist neben anderen historischen Bauwerken von Würzburg in einer Collage auf dem 50-Mark-Schein der letzten Serie der D-Mark-Banknoten, links neben dem Porträt des Baumeisters Balthasar Neumann, zu sehen. (Weitere Bauwerke der Collage sind das alte Rathaus, die Festung Marienberg, die Schönbornkapelle am Dom, das Stift Haug, das Holztor und die Alte Mainbrücke.) Auf der Rückseite der Banknote bildet das Treppenhaus der Residenz zusammen mit der Abteikirche Neresheim das Hauptmotiv.